# Чабельський заказник
Ча́бельський зака́зник — лісовий заказник місцевого значення в Україні. Розташований у межах Сарненського району Рівненської області, на схід від села Чабель. 
Площа 51 га. Статус надано згідно з рішенням Рівненського облвиконкому від 22.11.1983 року, № 343 (зі змінами рішенням облвиконкому № 98 від 18.06.1991 року). Перебуває у віданні ДП «Клесівський лісгосп» (Чабельське л-во, кв. 20, вид. 23; кв. 21, вид. 27; кв. 27, вид. 19). 
Статус присвоєно для збереження двох частин лісового масиву з високопродуктивними дубовими насадженнями віком понад 150 років. 